# Staniszcze Małe
Staniszcze Małe, německy Klein Stanisch a v letech 1936-1946 Klein Zaidel, je vesnice v gmině Kolonowskie v okrese Strzelce ve slezském Polsku. Geograficky se nachází na levém (jižním) břehu řeky Mała Panew (přítok veletoku Odra) v geomorfologickém celku Równina Opolska v Opolském vojvodství a Horním Slezsku. Území vesnice má plošnou rozlohu 7,1 km².

## Historie a původ názvu
Staniszcze Małe leží na historickém území Horního Slezska a jeho název je odvozen od polského názvu stanica (stanis), tj. česky zastávka. Během Třetího hornoslezského povstání v roce 1921 zde probíhaly boje.

## Další informace
Nachází se zde také železniční zastávka na železniční trati Opole-Fosowskie. Charakteristickým rysem okolí vesnice je vysoký podíl plochy lesů (cca 70 %).

## Galerie

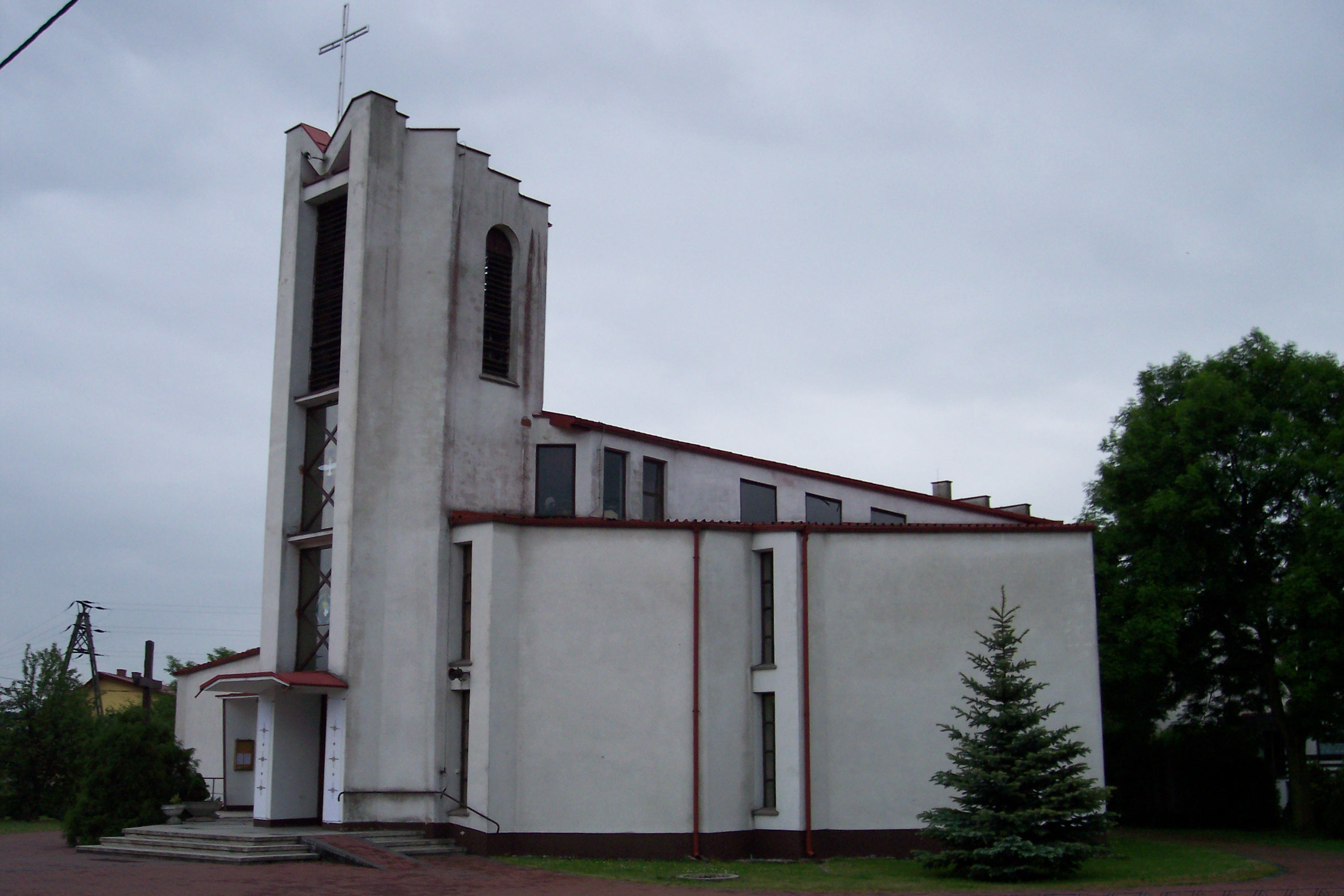
Kostel
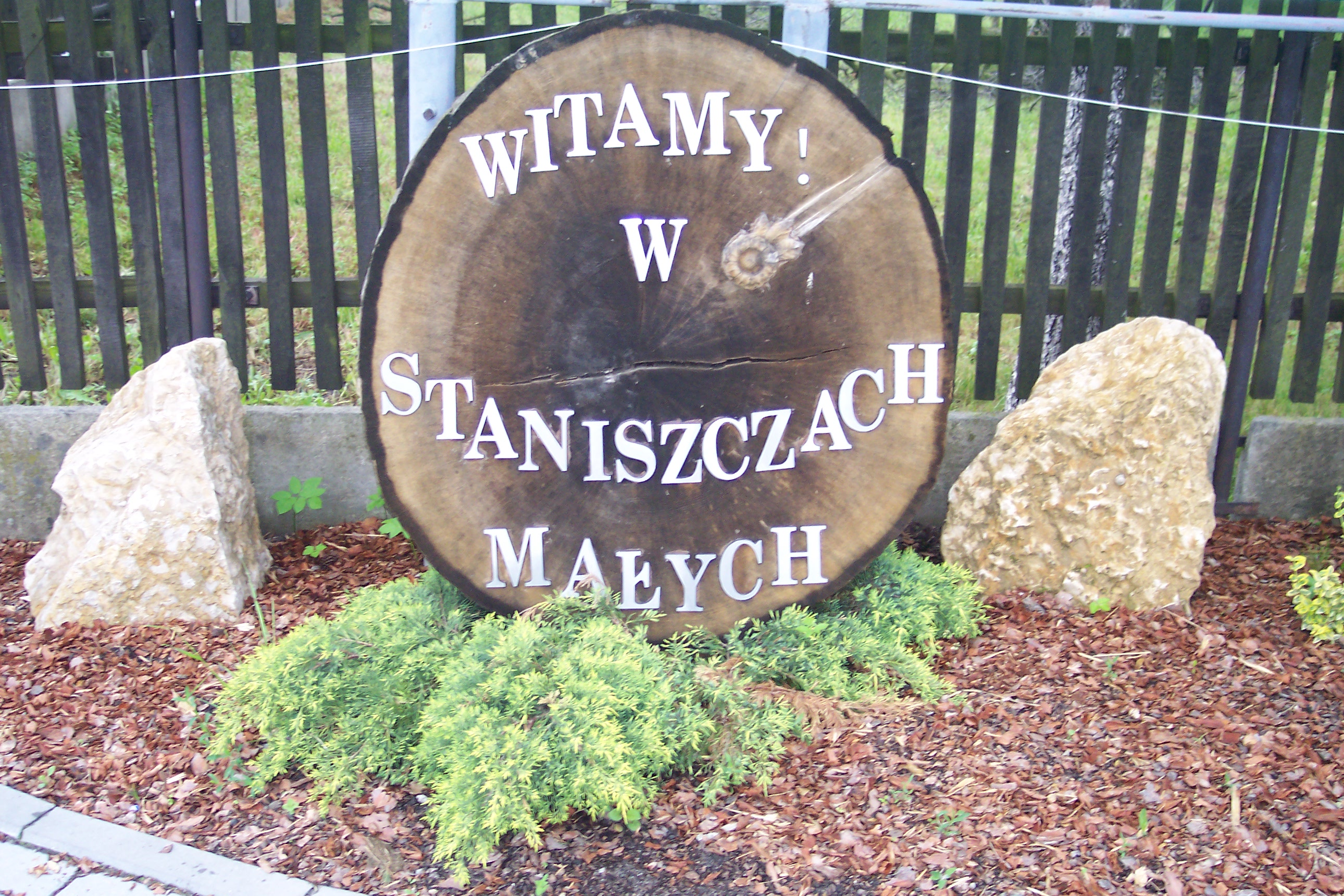
U vjezdu do vesnice
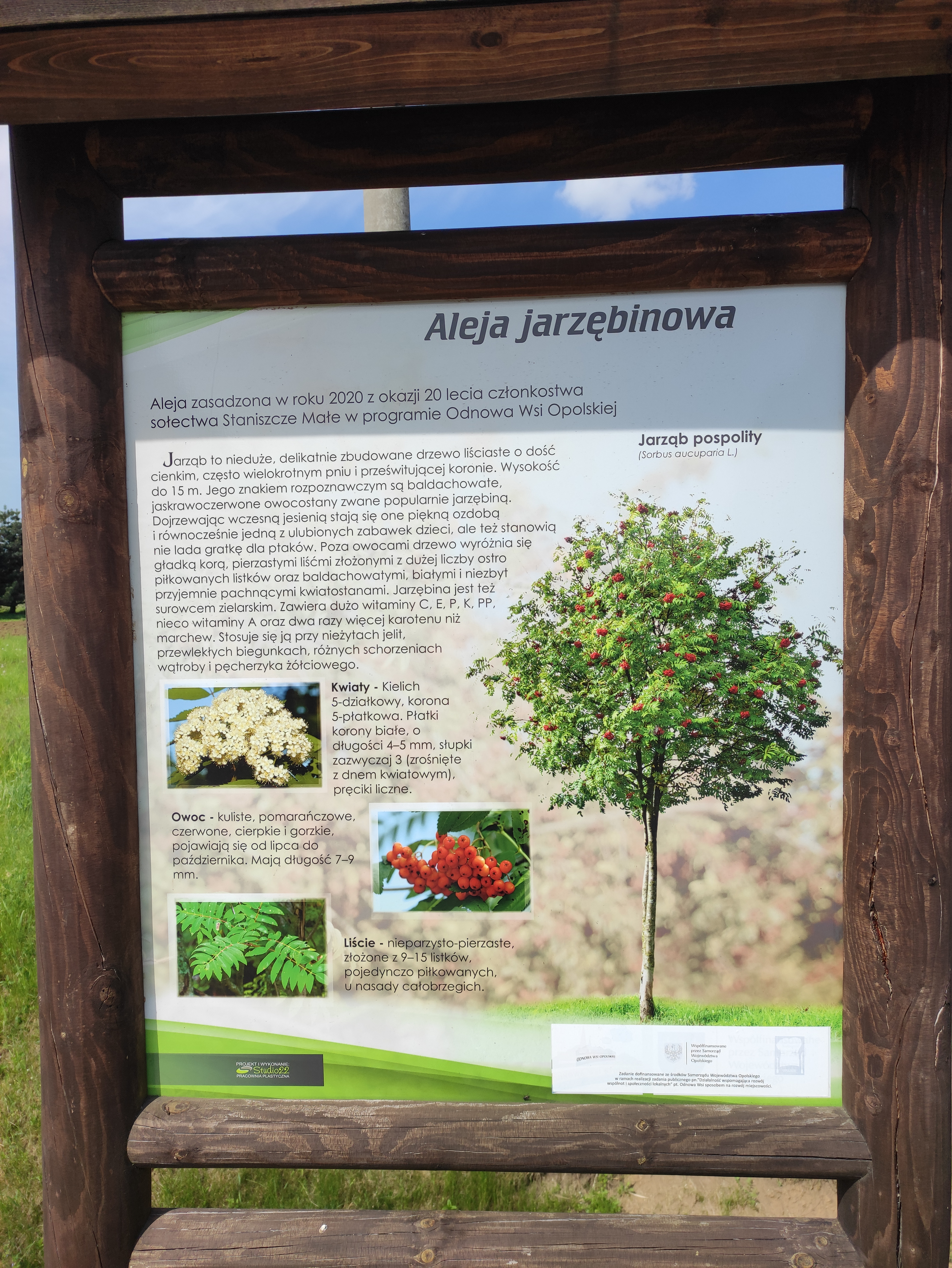
Jeřabinová alej
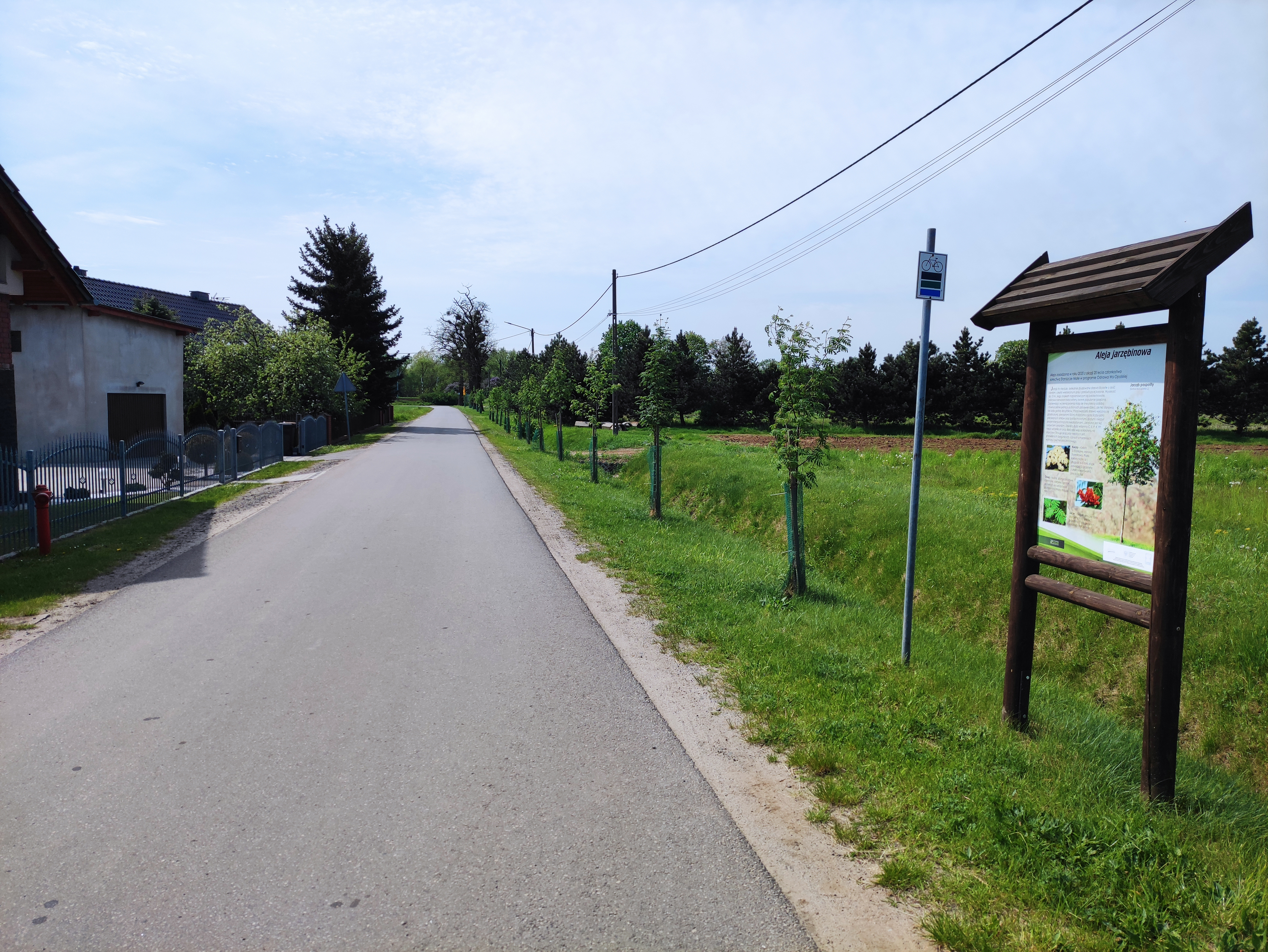
Jeřabinová alej
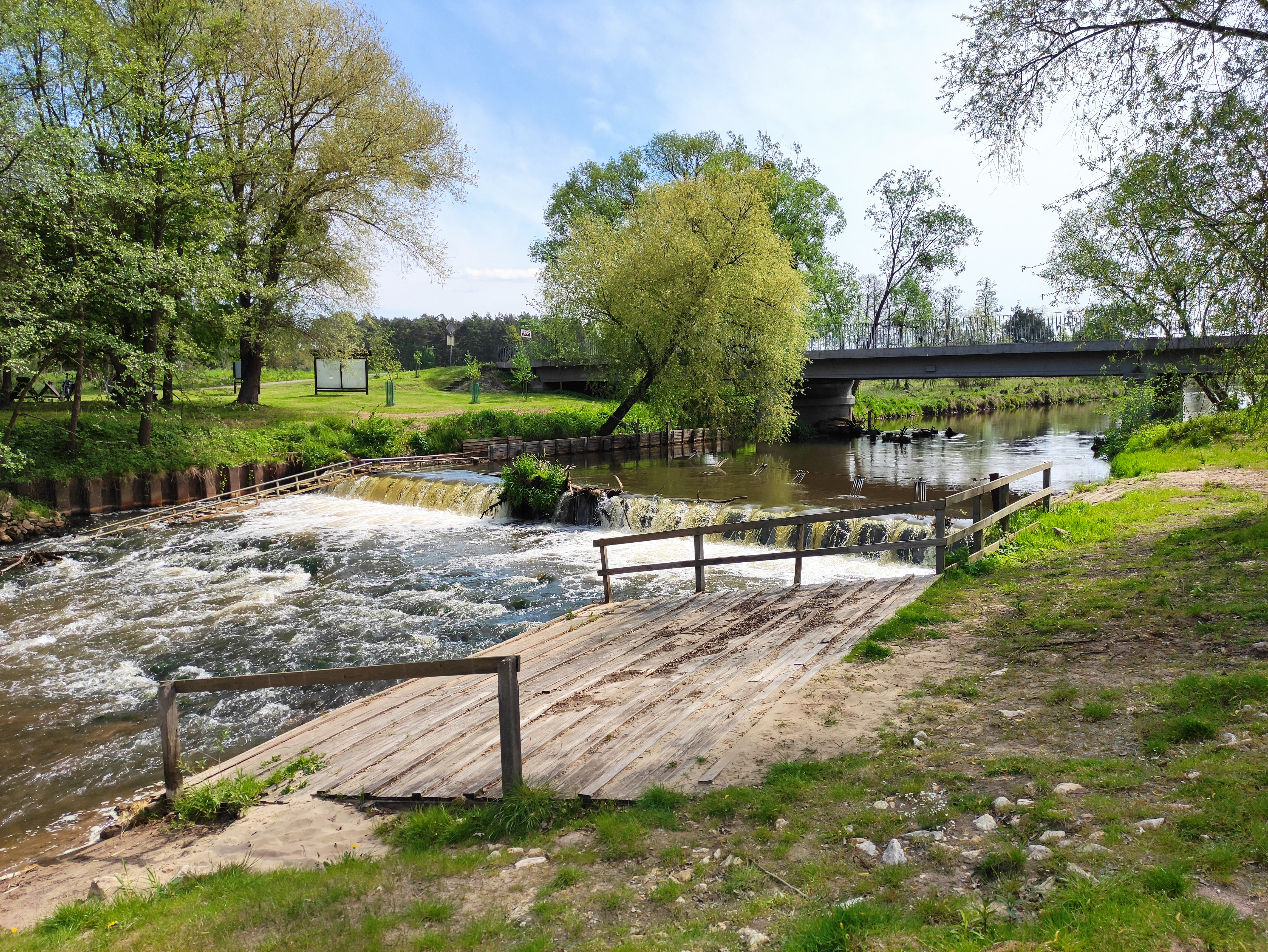
Jez na řece Mała Panew
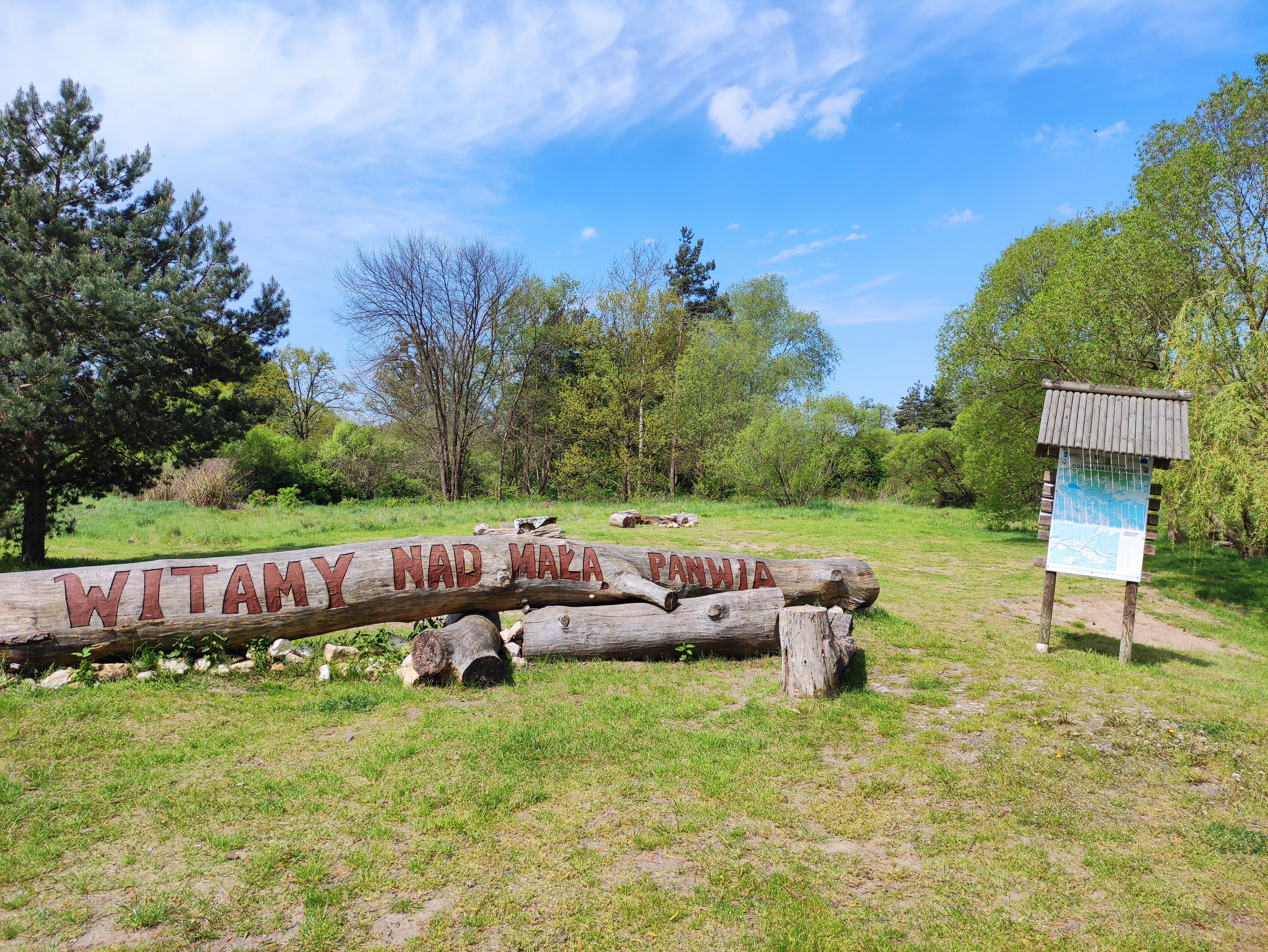
U jezu na řece Mała Panew